# پلینی جوان

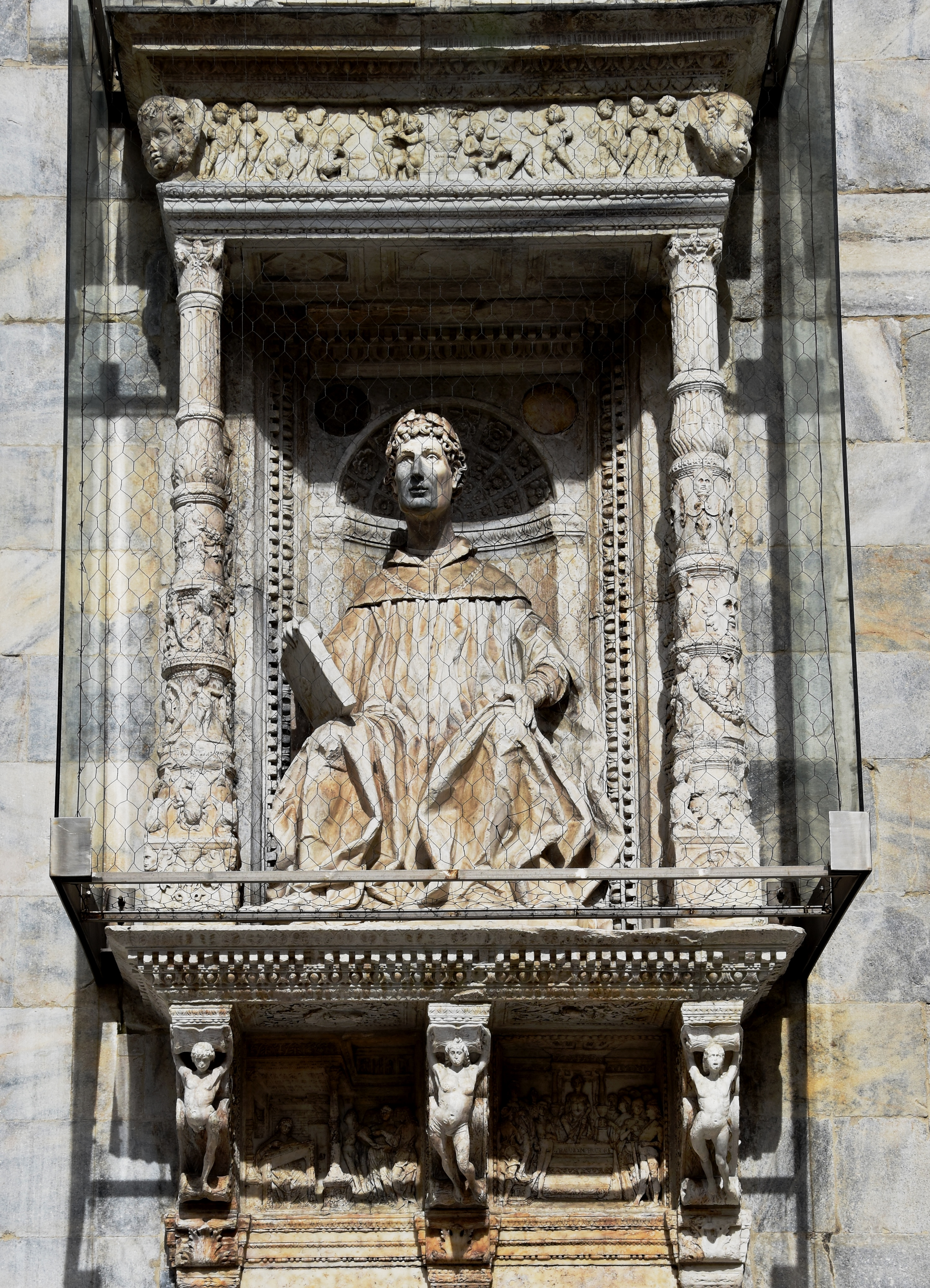
تندیس پلینی جوان در کلیسای جامع کومو - ۲۰۱۸

پلینی جوان (انگلیسی: Pliny the Younger؛ زاده ۶۱ – درگذشته حدود ۱۱۳) سیاست‌مدار، قاضی و پدیدآور اهل روم باستان بود.